# Martina Hingis
Martina Hingis (n. 30 septembrie 1980, Košice) este o jucătoare profesionistă elvețiană de tenis, care a petrecut un total de 209 săptămâni pe poziția Nr. 1 în clasamentul mondial. Martina a câștigat în cariera sa cinci turnee Grand Slam la simplu, dintre care trei la „Australian Open”, unul la Wimbledon și unul la US Open; unsprezece Grand Slam la dublu feminin și patru titluri Grand Slam la dublu mixt.